# Pölla
Pölla est une commune autrichienne du district de Zwettl en Basse-Autriche.